# Otto Antrick
Otto Friedrich Wilhelm Antrick (né le 24 novembre 1858 à Landsberg-sur-la-Warthe et mort le 7 juillet 1924 à Brunswick) est un industriel allemand (fabricant et marchand de cigarettes) et homme politique (SPD). Au début des années 1920, il est directeur de l'Office national de l'alimentation à Brunswick.

## Biographie
Antrick étudie aux écoles primaires de Thorn, Berlin, Landsberg et Dantzig de 1864 à 1872, puis commence à travailler comme garçon de cabine parce que son père est armateur. Il rejoint le SPD en 1876 et en 1889 est membre et président de la commission d'agitation du SPD dans le Brandebourg. De 1904 à 1906, il est membre du conseil municipal de la ville de Berlin et de 1906 à 1919 secrétaire du parti à Brunswick.

## Carrière politique
Il est député du Reichstag de l'Empire allemand de 1893 à 1903. Antrick détient toujours le record du temps de parole le plus long dans un parlement allemand. Il parle le 13 décembre 1902 au Reichstag pour un total de 8 heures et retarde ainsi un vote (obstruction systématique) pour augmenter les tarifs des céréales.
Il introduit son discours par les mots suivants : « Ce n'est pas amusant pour moi, c'est un effort pour moi, mais je fais mon devoir ici […] Je ne vais pas - tant que ma force physique me suffit - cette position [le lutrin] pars, tu peux faire ce que tu veux. » De nos jours, ce record ne peut pas être battu, car les députés du Bundestag débattent après l'heure berlinoise. De janvier 1912 à novembre 1918, il est à nouveau député du Reichstag. De 1918 jusqu'à sa mort, il est député du parlement brunswickois (de).
Après la Première Guerre mondiale, Antrick est membre du Conseil des représentants du peuple de Brunswick où il est responsable du département du commerce et des transports du 1er mars 1919 au 30 avril 1919. Il exerce ses fonctions du 26 juin 1919 au 22 juin 1920 en tant que ministre d'État à l'Alimentation, au Commerce et aux Transports dans le gouvernement de l'État dirigé par le ministre-président Heinrich Jasper, et du 25 novembre 1921 au 28 mars 1922 en tant que  ministre d'État du Commerce, des Transports, des Domaines, des Forêts et des Finances dans le gouvernement de l'État dirigé par le ministre-président August Junke (de). Du 28 mars au 22 mai 1922, il est ministre-président provisoire de l'État libre de Brunswick.

## Vie privée
Antrick se marie deux fois et a un fils, le professeur Otto Antrick (de) (17 avril 1909-1984), qui enseigne pour la dernière fois les sciences politiques à l'université de Giessen.